# لوكي لوتشيانو
تشارلز «لاكي» لوسيانو (/ˌluːtʃiˈɑːnoʊ/ ،  Italian: ‎[luˈtʃaːno]‏ ؛ ولد باسم سلفاتوري لوكانيا ‎[salvaˈtoːre lukaˈniːa]‏ ؛  24 نوفمبر 1897-26 يناير 1962) كان رجل عصابات إيطالي المولد يعمل بشكل أساسي في الولايات المتحدة. بدأ لوتشيانو مسيرته الإجرامية في عصابة فايف بوينتس وكان له دور فعال في تطوير نقابة الجريمة الوطنية. يعتبر لوتشيانو والد الجريمة المنظمة الحديثة في الولايات المتحدة لتأسيس اللجنة في عام 1931، بعد أن ألغى لقب رئيس الرؤساء الذي عقده سالفاتور مارانزانو في أعقاب حرب كاستيلاماريس. كما كان أول رئيس رسمي لعائلة جينوفيز الإجرامية
عام 1936 حوكم لوتشيانو وأدين بتهمة الدعارة الإجبارية وإدارة بيت دعارة بعد سنوات من التحقيق من قبل المدعي العام توماس إي ديوي. حُكم عليه بالسجن من 30 إلى 50 عام، ولكن خلال الحرب العالمية الثانية تم إبرام اتفاق مع وزارة البحرية من خلال مساعده ماير لانسكي لتقديم معلومات استخباراتية بحرية. عام 1946 وكنتيجة لتعاونه المزعوم في زمن الحرب، تم تخفيف عقوبته بشرط أن يتم ترحيله إلى إيطاليا. توفي في إيطاليا في 26 يناير 1962، وسُمح بنقل جثته إلى الولايات المتحدة لدفنها.

## البدايات
ولد لوتشيانو سالفاتور لوكانيا في 24 نوفمبر 1897 في ليركارا فريدي، صقلية، إيطاليا. كان لوالدا لوتشيانو، أنطونيو لوكانيا وروزاليا كابوريلي، أربعة أطفال آخرين: بارتولوميو (مواليد 1890)، جوزيبي (مواليد 1898)، فيليبا (مواليد 1901)، وكونسيتا. عمل والد لوتشيانو في منجم كبريت في صقلية.
كان والده طموحًا للغاية ومستمرًا في الانتقال في النهاية إلى أمريكا. في شبه سيرة ذاتية مزعومة نُشرت بعد وفاة لوتشيانو، وصف لوسيانو كيف كان لدى والده دائمًا تقويم جديد لشركة بواخر مقرها باليرمو كل عام وسيوفر المال من أجل رحلة القارب بوضع جرة تحت سريره. كما ذكر في الكتاب أن والده كان لا يرضى أن يطلب المال، لذا بدلاً من ذلك، أعطيت والدته المال سراً من قبل ابن عم لوتشيانو، المسمى روتولو، الذي عاش أيضًا في ليركارا فريدي.
في أبريل 1906، عندما كان لوسيانو يبلغ من العمر ثماني سنوات، هاجرت العائلة من صقلية إلى الولايات المتحدة. استقروا في مدينة نيويورك في منطقة مانهاتن على الجانب الشرقي الأدنى، وهي وجهة شهيرة للمهاجرين الإيطاليين. في سن 14، ترك لوسيانو المدرسة وبدأ وظيفة توصيل القبعات، وكسب 7 دولارات في الأسبوع. ومع ذلك، بعد فوزه بمبلغ 244 دولارًا في لعبة نرد، استقال لوسيانو من وظيفته وبدأ في كسب المال في الشارع. في نفس العام، أرسله والدا لوتشيانو إلى مدرسة بروكلين تروانت.
عندما كان مراهقًا، بدأ لوسيانو عصابته الخاصة وكان عضوًا في عصابة فايف بوينتس القديمة. على عكس عصابات الشوارع الأخرى، التي كان عملها عبارة عن جرائم صغيرة، قدم لوسيانو الحماية للشباب اليهود من العصابات الإيطالية والأيرلندية مقابل 10 سنتات في الأسبوع. كان يتعلم أيضًا تجارة القوادة في السنوات التي تلت الحرب العالمية الأولى. التقى لوتشيانو أيضًا بماير لانسكي عندما كان مراهقًا عندما حاول لوسيانو ابتزاز لانسكي للحصول على أموال الحماية أثناء عودته من المدرسة إلى المنزل. احترم لوتشيانو تحدي الصبي لتهديداته، وشكل الاثنان شراكة دائمة بعد ذلك.
ليس من الواضح كيف حصل لوسيانو على لقب «لاكي». ربما جاء ذلك من نجاته من الضرب المبرح وجرح الحلق من قبل ثلاثة رجال في عام 1929 نتيجة لرفضه العمل مع رئيس عصابة آخر. قد يُعزى اللقب أيضًا إلى حظه في المقامرة، أو إلى خطأ بسيط في نطق اسمه الأخير. من عام 1916 إلى عام 1936، تم إلقاء القبض على لوسيانو 25 مرة بتهم تشمل الاعتداء والمقامرة غير القانونية والابتزاز والسرقة، لكنه لم يقض أي وقت في السجن. كما أنه ليس من الواضح كيف أصبح لقبه «لوسيانو». قد يكون هذا أيضًا نتيجة للأخطاء الإملائية المستمرة من قبل الصحف.

## الحظر وأوائل العشرينيات
في 17 يناير 1920، دخل التعديل الثامن عشر لدستور الولايات المتحدة حيز التنفيذ واستمر الحظر حتى تم إلغاء التعديل في عام 1933. يحظر التعديل تصنيع وبيع ونقل المشروبات الكحولية. استمر الطلب على الكحول بشكل طبيعي، مما أدى إلى توفير السوق السوداء للمشروبات الكحولية مصدر دخل إضافي للمجرمين
بحلول عام 1920، التقى لوتشيانو بالعديد من قادة المافيا المستقبليين، بما في ذلك فيتو جينوفيز وفرانك كوستيلو، صديقه القديم وشريكه التجاري المستقبلي من خلال عصابة فايف بوينتس. في نفس العام، جند رئيس عصابة لوار مانهاتن جو ماسيريا لوسيانو كواحد من مسلحيه. في نفس الوقت تقريبًا، بدأ لوتشيانو ورفاقه المقربون العمل مع اللاعب ارنولد روثستين، الذي رأى على الفور المكاسب المفاجئة المحتملة من الحظر وقام بتثقيف لوسيانو حول إدارة المشروبات الكحولية غير المشروعة كعمل تجاري. بدأ لوتشيانو وكوستيلو وجينوفيز عملية تهريبهم بتمويل من روثستين.
عمل روثستين كمعلم للوتشيانو.. في عام 1923، تم القبض على لوتشيانو في جريمة بيع هيروين لعملاء سريين. على الرغم من أنه لم يقض أي وقت في السجن، إلا أن كونه بائع مخدرات قد أضر بسمعته بين زملائه وعملائه من الدرجة العالية. لإنقاذ سمعته، اشترى لوسيانو 200 مقعد باهظ الثمن لمباراة الملاكمة جاك ديمبسي ولويس فيربو في برونكس ووزعها على كبار رجال العصابات والسياسيين. ثم أخذ روثستين لوسيانو في رحلة تسوق إلى متجر واناماكر متعدد الأقسام في مانهاتن لشراء ملابس باهظة الثمن للقتال. نجحت الاستراتيجية، وتم حفظ سمعة لوسيانو.
بحلول عام 1925، كان لوتشيانو يجني أكثر من 12 مليون دولار سنويًا، وحقق دخلًا شخصيًا يبلغ حوالي 4 ملايين دولار سنويًا من إدارة عمليات المقامرة والتهريب غير القانونية في نيويورك والتي امتدت أيضًا إلى فيلادلفيا.
سرعان ما أصبح لوتشيانو مساعدًا كبيرًا في منظمة ماسيريا الإجرامية. على عكس روثشتاين، كان ماسيريا غير متعلم، مع أخلاق رديئة ومهارات إدارية محدودة. بحلول أواخر عشرينيات القرن الماضي، كان المنافس الرئيسي لماسيريا هو الزعيم سالفاتور مارانزانو، الذي جاء من صقلية لإدارة عشيرة كاستيلاماريس. بعد أن قام غايتانو رينا، أحد مساعدي ماسيريا، بتحويل جانبه إلى مارانزانو، أمر ماسيريا لوتشيانو بترتيب مقتل رينا.
كان ماسيريا ومارانزانو من يطلق عليهما «موستاش بيتيس»: كبار السن من زعماء المافيا التقليديين الذين بدأوا حياتهم المهنية الجنائية في إيطاليا. كانوا يؤمنون بدعم مبادئ «مافيا العالم القديم» المفترضة مثل «الشرف» و «التقاليد» و «الاحترام» و «الكرامة». رفض هؤلاء الرؤساء العمل مع غير الإيطاليين، وكانوا متشككين في العمل مع غير الصقليين. عمل بعض الرؤساء الأكثر تحفظًا مع هؤلاء الرجال الذين تنحدر جذورهم من قريتهم الصقلية. على النقيض من ذلك، كان لوتشيانو على استعداد للعمل ليس فقط مع الإيطاليين، ولكن أيضًا مع رجال العصابات اليهود والأيرلنديين، طالما كان هناك أموال يمكن جنيها. صُدم لوتشيانو لسماعه محاضرات من عصابات المافيا الصقلية التقليدية حول تعاملاته مع صديقه المقرب كوستيلو، الذي وصفوه بـ «الكاليبرياني القذر».
سرعان ما بدأ لوتشيانو في تنمية العلاقات مع رجال العصابات الأصغر سنًا الذين ولدوا في إيطاليا لكنهم بدأوا حياتهم المهنية الإجرامية في الولايات المتحدة. كانوا معروفين باسم الأتراك الشباب، وقد غضبوا من نزعة رؤسائهم المحافظة. أراد لوسيانو استخدام الدروس التي تعلمها من روثشتاين لتحويل أنشطة العصابات إلى إمبراطوريات إجرامية. كما تقدم الحرب، جاءت هذه المجموعة لتشمل زعماء المافيا في المستقبل مثل كوستيلو، جنوة، ألبرت أناستاسيا، جو أدونيس، جو بونانو، كارلو جامبينو، جو بروفاتشي، تومي غاليانو، وتومي لوتشيزي. اعتقد الشباب الأتراك أن جشع رؤسائهم ومحافظتهم يبقيهم فقراء بينما أصبحت العصابات الأيرلندية واليهودية غنية. كانت رؤية لوتشيانو هي تشكيل نقابة إجرامية وطنية حيث يمكن للعصابات الإيطالية واليهودية والأيرلندية تجميع مواردها وتحويل الجريمة المنظمة إلى عمل مربح للجميع - وهي منظمة أسسها بعد مؤتمر استضافه لوتشيانو وجوني في أتلانتيك سيتي توريو ولانسكي وكوستيلو في مايو 1929.
في أكتوبر 1929، تم إجبار لوتشيانو على ركوب سيارة ليموزين تحت تهديد السلاح من قبل ثلاثة رجال، وتعرضوا للضرب والطعن، وعلقوا من يديه من عارضة في مستودع في جزيرة ستاتن. لقد نجا من هذه المحنة، لكنه كان يعاني إلى الأبد من ندبة وعين متدلية. لم يتم تحديد هوية خاطفيه. عندما قبضت عليه الشرطة بعد الضرب، قال لوسيانو إنه ليس لديه فكرة عمن فعل ذلك. ومع ذلك، في عام 1953، أخبر لوسيانو أحد المحاورين أن الشرطة هي التي اختطفته وضربته في محاولة للعثور على جاك «سيقان» دايموند . وفي رواية أخرى فإن مارانزانو أمر بالهجوم.

### السلطة

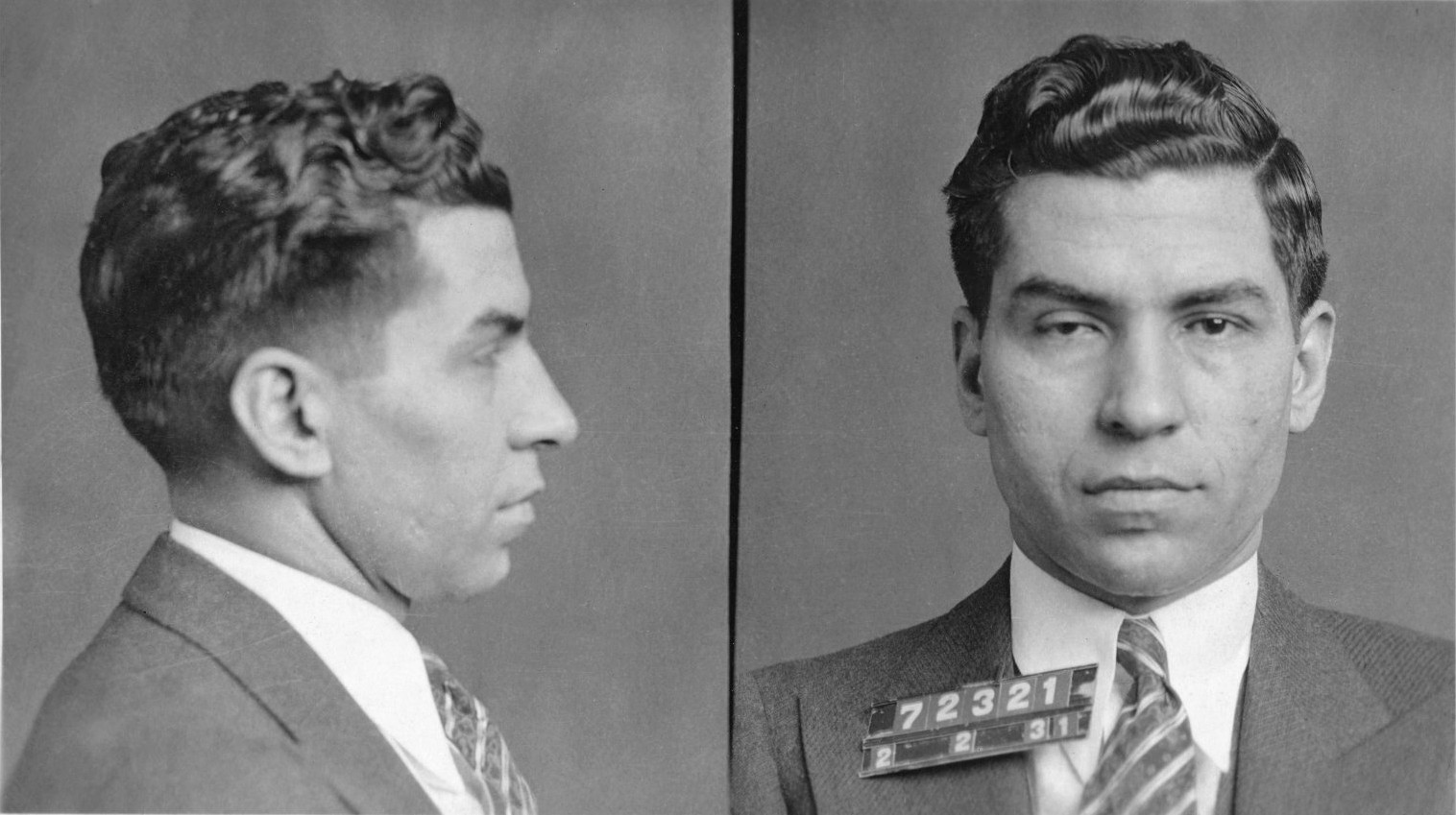
1931 ، لقطة شاشة لدائرة شرطة نيويورك لاكي لوسيانو.

في أوائل عام 1931، قرر لوسيانو القضاء على ماسيريا. كانت الحرب تسير بشكل سيئ بالنسبة لماسيريا، ورأى لوسيانو فرصة لتغيير ولائه. في صفقة سرية مع مارانزانو، وافق لوسيانو على هندسة موت ماسيريا مقابل تلقيه مضارب ماسيريا وأصبح الرجل الثاني في قيادة مارانزانو. انضم جو أدونيس إلى فصيل ماسيريا وعندما سمعت ماسيريا بخيانة لوسيانو، ناقش مع ادونيس قتل لوسيانو. لكن أدونيس حذر لوسيانو من المؤامرة. في 15 أبريل 1931، قُتل ماسيريا في نوفا فيلا تامارو، مطعم كوني آيلاند في بروكلين. بينما كان يلعب الورق، يُزعم أن لوتشيانو اعتذر عن الذهاب إلى الحمام، وعند هذه النقطة دخل المسلحون، حسبما ورد، أناستاسيا وجينوفيز وأدونيس وبنيامين «باجسي» سيجل إلى المطعم. سيرو «ملك الخرشوف» تيرانوفا كان يقود سيارة الهروب، لكن الأسطورة تقول إنه كان مهتزًا للغاية بحيث لا يمكن قيادته بعيدًا وكان عليه دفعه من مقعد السائق بواسطة سيجل. بمباركة مارانزانو، استولى لوتشيانو على عصابة ماسيريا وأصبح ملازمًا لمارانزانو، منهياً حرب كاستيلاماريس.
مع رحيل ماسيريا، أعاد مارانزانو تنظيم العصابات الأمريكية الإيطالية في مدينة نيويورك إلى خمس عائلات برئاسة لوتشيانو وبروفاسي وجاجليانو وفنسنت مانجانو ونفسه. دعا مارانزانو إلى اجتماع مع زعماء الجريمة في Wappingers Falls ، نيويورك، حيث أعلن نفسه كابو دي توتي كابي («رئيس جميع الرؤساء»). كما قام مارانزانو بتقليص مضارب العائلات المتنافسة لصالحه. بدا أن لوتشيانو يقبل هذه التغييرات، لكنه كان ينتظر وقته فقط قبل إزالة مارانزانو. على الرغم من أن مارانزانو كان أكثر تفكيرًا من ماسيريا، إلا أن لوتشيانو توصل إلى الاعتقاد بأن مارانزانو كان أكثر جشعًا وملتقًا من ماسيريا.
بحلول سبتمبر 1931، أدرك مارانزانو أن لوسيانو كان يمثل تهديدًا، واستأجر فينسنت «ماد دوج» كول، وهو رجل عصابات إيرلندي، لقتله. ولكن، نبه لوتشيسي لوسيانو. في 10 سبتمبر، أمر مارانزانو لوسيانو وجينوفيز وكوستيلو بالحضور إلى مكتبه في 230 بارك أفينيو في مانهاتن. مقتنعًا بأن مارانزانو خطط لقتلهم، قرر لوتشيانو التصرف أولاً. أرسل إلى مكتب مارانزانو أربعة رجال عصابات يهود كانت وجوههم غير معروفة لشعب مارانزانو. تم تأمينهم بمساعدة Lansky و Siegel. متنكرين في زي عملاء حكوميين، قام اثنان من العصابات بنزع سلاح حراس مارانزانو الشخصيين. قام الاثنان الآخران، بمساعدة Lucchese ، الذي كان هناك لإخراج Maranzano ، بطعن رئيسه عدة مرات قبل إطلاق النار عليه. كان هذا الاغتيال أول ما أصبح فيما بعد أسطوريًا باسم «ليلة صلاة الغروب الصقلية».
بعد عدة أيام، في 13 سبتمبر، تم انتشال جثتي حليفين آخرين لمارانزانو، صموئيل موناكو ولويس روسو، من خليج نيوارك، مع أدلة على التعذيب. في هذه الأثناء، قتل جوزيف سيراجوزا، زعيم عائلة الجريمة في بيتسبرغ، بالرصاص في منزله. اختفاء جو أرديزون، رئيس عائلة لوس أنجلوس، في 15 أكتوبر / تشرين الأول، سيعتبر لاحقًا جزءًا من هذه الخطة المزعومة للقضاء بسرعة على زعماء صقلية في العالم القديم. ومع ذلك، فقد تم فضح فكرة التطهير الجماعي المنظم، بقيادة لوتشيانو، باعتبارها أسطورة.

## إعادة تنظيم كوزا نوسترا والمفوضية
مع وفاة مارانزانو، أصبح لوسيانو زعيم الجريمة المهيمن في الولايات المتحدة. لقد وصل إلى قمة العالم السفلي لأمريكا، ووضع السياسات ووجه الأنشطة مع زعماء المافيا الآخرين. تتحكم عائلته الإجرامية في الابتزاز الإجرامي المربح في مدينة نيويورك مثل المقامرة غير القانونية والابتزاز وصناعة الكتب وشراء القروض وتهريب المخدرات. أصبح لوتشيانو مؤثرًا جدًا في أنشطة النقابات العمالية وسيطر على واجهة مانهاتن البحرية، ونقل القمامة، والبناء، وأعمال منطقة الملابس، والشاحنات.
على الرغم من أنه كان من الممكن أن تكون هناك اعتراضات قليلة لو أن لوتشيانو أعلن نفسه كابو دي توتي كابي، فقد ألغى اللقب، معتقدًا أن الموقف تسبب في مشاكل بين العائلات وجعله هدفًا لمنافس طموح آخر.
رفع لوتشيانو زملائه الإيطاليين الموثوق بهم إلى مناصب رفيعة في ما يعرف الآن باسم عائلة لوتشيانو الإجرامية. أصبح Genovese underboss و Costello consigliere . أدونيس، مايكل «مايك الزناد» كوبولا ، أنتوني سترلو ، ويلي موريتي وأنتوني كارفانو كل عمل كما caporegimes . نظرًا لأن Lansky و Siegel كانوا غير إيطاليين ، فلا يمكن لأي رجل شغل مناصب رسمية داخل أي عائلة مافيا. ومع ذلك ، كان Lansky كبير مستشاري Luciano و Siegel شريكًا موثوقًا به.
في وقت لاحق من عام 1931، دعا لوسيانو إلى اجتماع في شيكاغو مع العديد من الرؤساء ، حيث اقترح تشكيل لجنة للعمل كهيئة حاكمة للجريمة المنظمة. صُممت اللجنة لتسوية جميع النزاعات وتحديد العائلات التي تسيطر على المناطق ، وقد أطلق على اللجنة اسم ابتكار لوسيانو الأعظم. كانت أهداف لوتشيانو مع اللجنة هي الحفاظ بهدوء على سلطته على جميع العائلات ، ومنع حروب العصابات في المستقبل ؛ وافق أرباب العمل على فكرة اللجنة.
تألفت اللجنة في الأصل من ممثلين عن العائلات الخمس في مدينة نيويورك ، وعائلة الجريمة في بوفالو ، وزي شيكاغو. في وقت لاحق ، تمت إضافة عائلات الجريمة في فيلادلفيا وديترويت ، مع تمثيل العائلات الأصغر رسميًا بواسطة عائلة المفوضية. كما قدمت اللجنة تمثيلاً لمنظمات إجرامية يهودية في نيويورك.
جاء الاختبار الأول للمجموعة في عام 1935، عندما أمرت دوتش شولتز بالتخلي عن خططه لقتل المدعي الخاص توماس إي ديوي. جادل لوتشيانو بأن اغتيال ديوي من شأنه أن يعجل بحملة واسعة لتطبيق القانون. كانت نقابة الجريمة الوطنية قد سنّت قاعدة صارمة وسريعة تنص على عدم إلحاق الأذى بإنفاذ القانون والمدعين العامين. وقال شولتز الغاضب إنه سيقتل ديوي على أي حال وانسحب من الاجتماع. اقترب زعيم شركة القتل ، ألبرت أناستاسيا ، من لوتشيانو بمعلومات تفيد بأن شولتز طلب منه اقتناص مبنى ديوي السكني في الجادة الخامسة. ولدى سماع النبأ عقدت الهيئة اجتماعاً سرياً لمناقشة الأمر. بعد ست ساعات من المداولات ، أمرت اللجنة ليبكي بوشالتر بإقصاء شولتز. في 23 أكتوبر 1935، قبل أن يتمكن من قتل ديوي ، تم إطلاق النار على شولتز في حانة في نيوارك، نيو جيرسي ، وتوفي متأثرا بجراحه في اليوم التالي.

## تهمة القوادة
خلال أوائل الثلاثينيات من القرن الماضي ، بدأت عائلة لوتشيانو الإجرامية في تولي عمليات الدعارة على نطاق صغير في مدينة نيويورك. في يونيو 1935، عيّن حاكم نيويورك هربرت ليمان ديوي ، محاميًا أمريكيًا، كمدعي عام خاص لمكافحة الجريمة المنظمة في المدينة. قادت مساعدة المدعي العام لديوي ، يونيس كارتر، تحقيقًا في ابتزاز الدعارة الذي ربط لوتشيانو ، أقوى رجل عصابات في نيويورك ، بشبكة الدعارة هذه.
حققت كارتر في تدفق الأموال في شبكة الدعارة في نيويورك ونيوجيرسي ، وبدأت في بناء قضية ابتزاز في الدعارة تستند إلى أدلة من المقابلات مع البغايا والتنصت على المكالمات الهاتفية. في 2 فبراير 1936، أذن ديوي لكارتر بمداهمة 200 بيت دعارة في مانهاتن وبروكلين، مما أكسبها شهرة على الصعيد الوطني باعتباره قاهرا للعصابات. اتخذت كارتر إجراءات لمنع فساد الشرطة وإعاقة المداهمات: فقد كلفت 160 ضابط شرطة خارج فرقة الآداب بتنفيذ المداهمات ، وأمرت الضباط بالانتظار في زوايا الشوارع حتى يتلقوا أوامرهم ، قبل دقائق من بدء المداهمات. . تم القبض على عشرة رجال و 100 امرأة. ومع ذلك ، على عكس مداهمات الرذيلة السابقة ، لم يتم الإفراج عن المعتقلين ، ولكن تم إحالتهم إلى المحكمة ، حيث حدد القاضي كفالات بقيمة 10000 دولار أمريكي، وهي أكثر بكثير من إمكانيات السداد. كان كارتر قد بنى الثقة مع عدد من البغايا والسيدات المعتقلات ، وبعضهن أفاد أنه تعرض للضرب والإساءة من قبل المافيا. أقنعت الكثيرين بالإدلاء بشهاداتهم بدلاً من قضاء وقت إضافي في السجن. بحلول منتصف مارس ، كان العديد من المتهمين قد ورطوا لوتشيانو. ورطت ثلاث من هؤلاء البغايا لوتشيانو كزعيم عصابة ، قام بجمع المال. كان ديفيد بيتيلو ، مساعد لوتشيانو ، مسؤولاً عن شبكة الدعارة في نيويورك ؛ أي أموال تلقاها لوسيانو كانت من بيتيلو.
في أواخر مارس 1936، تلقى لوسيانو بلاغًا مفاده أنه سيتم اعتقاله وهرب إلى هوت سبرينغز، أركنساس. لسوء حظه ، اكتشف محقق من نيويورك في هوت سبرينغز في مهمة مختلفة لوسيانو وأبلغ ديوي. في 3 أبريل ، ألقي القبض على لوسيانو في هوت سبرينغز بناء على مذكرة جنائية من نيويورك. في اليوم التالي في نيويورك ، وجه ديوي لائحة اتهام إلى لوسيانو وشركائه في 60 تهمة تتعلق بالبغاء الإجباري. ثم بدأ محامو لوتشيانو في أركنساس معركة قانونية شرسة ضد تسليم المجرمين. في 6 أبريل / نيسان ، عرض شخص ما رشوة قدرها 50000 دولار على المدعي العام في أركنساس كارل إي بيلي لتسهيل قضية لوسيانو. ومع ذلك ، رفض بيلي الرشوة وأبلغ عنها على الفور.
في 13 مايو 1936، بدأت محاكمة لوسيانو بتهمة القوادة. رفع ديوي القضية التي أقامها كارتر ضد لوتشيانو. واتهم لوتشيانو بأنه جزء من شبكة دعارة ضخمة تعرف باسم «المجموعة». خلال المحاكمة ، كشف ديوي عن كذب لوسيانو كشاهد من خلال استجواب مباشر وتسجيلات المكالمات الهاتفية ؛ لم يكن لدى لوتشيانو أيضًا أي تفسير لسبب ادعاء سجلاته الضريبية الفيدرالية أنه كان يجني 22000 دولار فقط سنويًا ، بينما كان من الواضح أنه رجل ثري. ضغط ديوي بلا رحمة على لوسيانو بشأن سجل اعتقاله الطويل وعلاقاته مع رجال العصابات المعروفين . في 7 يونيو ، أدين لوتشيانو في 62 تهمة للدعارة الإجبارية. في 18 يونيو ، حُكم عليه بالسجن لمدة 30 إلى 50 عامًا مع بيتيلو وآخرين.
في كتابه ، خمس عائلات ، كتب كاتب العمود الخاص بالجريمة المنظمة في نيويورك تايمز سلوين راب أن عددًا من العلماء تساءلوا عما إذا كان لوتشيانو متورطًا بشكل مباشر في «المجموعة». وفقًا لراب ، كان هناك دليل على أن لوسيانو استفاد من الدعارة ، وأن العديد من أفراد عائلته كانوا يديرون مكانا للحماية أوقع العديد من السيدات ومديرات بيوت الدعارة في مدينة نيويورك. ومع ذلك ، كتب راب أن العديد من رجال المافيا وعلماء القانون يعتقدون أنه كان من الممكن أن يكون «خروجًا عن الشخصية» لرئيس جريمة في مكانة لوتشيانو أن يتورط بشكل مباشر في شبكة دعارة. كتب راب أن الأدلة التي قدمها ديوي ضد لوسيانو كانت «ضعيفة بشكل مذهل»، وجادل بأنه كان من الأنسب توجيه الاتهام إلى لوسيانو بالابتزاز. ومع ذلك ، يعتقد راب أن فريق دفاع لوسيانو أخطأ في السماح له بالوقوف في الدفاع عن نفسه ، وفتح الباب أمام ديوي لمهاجمة مصداقيته .
أنكر اثنان على الأقل من معاصري لوتشيانو أن لوتشيانو كان يومًا جزءًا من «المجموعة». في مذكراتها ، كتبت بولي أدلر من المجتمع النيويوركي أنه إذا كان لوسيانو متورطا في «المجموعة»، لكانت قد عرفت ذلك. يعتقد أن العديد من جنود لوتشيانو استخدموا اسم لوتشيانو لترهيب حراس بيوت الدعارة لدفع ثمن الحماية.

### السجن
واصل لوتشيانو إدارة عائلته الإجرامية من السجن ، ونقل أوامره من خلال القائم بأعمال رئيسه جينوفيز. ومع ذلك ، في عام 1937، هرب جينوفيز إلى نابولي لتجنب لائحة اتهام وشيكة بالقتل في نيويورك.
سُجن لوتشيانو لأول مرة في مرفق سينغ سينغ الإصلاحي في أوسينينغ ، نيويورك. ومع ذلك ، في وقت لاحق من عام 1936، نقلته السلطات إلى سجن كلينتون الإصلاحي [الإنجليزية]في دانيمورا، وهي منشأة بعيدة بعيدة عن مدينة نيويورك. في كلينتون ، تم تكليف لوسيانو بوظيفة في مغسلة السجن. استخدم لوتشيانو نفوذه للمساعدة في الحصول على المواد اللازمة لبناء كنيسة في السجن ، والتي اشتهرت بكونها واحدة من الكنائس المستقلة الوحيدة في نظام الإصلاح في ولاية نيويورك يذكر أن مذبح الكنيسة هو اثنان من أبواب فيكتوريا ، سفينة فرديناند ماجلان.

## الحرب العالمية الثانية والحرية والترحيل
خلال الحرب العالمية الثانية، أبرمت الحكومة الأمريكية صفقة سرية مع لوسيانو المسجون. في عام 1942، كان مكتب المخابرات البحرية قلقًا بشأن دخول العملاء الألمان والإيطاليين إلى الولايات المتحدة عبر الواجهة البحرية في نيويورك. هم أيضا قلقون من التخريب في هذه المرافق. مع العلم أن المافيا تسيطر على الواجهة البحرية ، اتصلت البحرية الأمريكية بـ لانسكي بشأن صفقة مع لوسيانو. لتسهيل المفاوضات ، تم نقل لوتشيانو إلى مرفق الإصلاح العظيم في كومستوك ، نيويورك، الذي كان أقرب بكثير إلى مدينة نيويورك.
توصلت البحرية وولاية نيويورك ولوتشيانو إلى اتفاق: في مقابل تخفيف عقوبته ، وعد لوسيانو بتقديم المساعدة الكاملة لمنظمته في توفير المعلومات الاستخبارية للبحرية. يُزعم أن أناستاسيا ، حليف لوتشيانو الذي كان يسيطر على الأحواض ، وعد بعدم إضراب عمال الرصيف أثناء الحرب. استعدادًا لغزو الحلفاء لصقلية عام 1943، زُعم أن لوتشيانو زود الجيش الأمريكي باتصالات المافيا الصقلية. أصبح هذا التعاون بين البحرية والمافيا معروفًا باسم عملية العالم السفلي .

## الوفاة
في 26 يناير 1962، توفي لوتشيانو بنوبة قلبية في مطار نابولي الدولي. كان قد ذهب إلى المطار للقاء المنتج الأمريكي مارتن جوش حول فيلم مأخوذ عن حياته. لتجنب استعداء أعضاء المافيا الآخرين ، رفض لوتشيانو سابقًا السماح بفيلم ، لكنه تراجع بعد وفاة ليسوني. بعد الاجتماع مع جوش ، أصيب لوتشيانو بنوبة قلبية وتوفي. لم يكن يعلم أن عملاء المخدرات الإيطاليين قد تبعوه إلى المطار تحسبا للقبض عليه بتهمة تهريب المخدرات.
بعد ثلاثة أيام ، حضر 300 شخص جنازة لوتشيانو في نابولي. تم نقل جثته على طول شوارع نابولي في تابوت على شكل قلب أسود يجره حصان. بإذن من حكومة الولايات المتحدة ، أخذ أقارب لوتشيانو جثته إلى نيويورك لدفنها. تم دفنه في مقبرة سانت جون في القرية الوسطى ، كوينز. حضر أكثر من 2000 من المعزين جنازته. قدم جامبينو ، صديق لوتشيانو منذ فترة طويلة ، تأبينه.
في عام 1998، وصفت مجلة تايم لوتشيانو بأنه «العقل المدبر الإجرامي» من بين أكثر 20 شركة بناء وجبابرة تأثيرًا في القرن العشرين.
في عام 1929، التقى لوسيانو مع جاي أورلوفا ، وهي راقصة مميزة في هوليوود ، في أحد أبرز النوادي الليلية في برودواي. كانا لا ينفصلان حتى ذهب إلى السجن ، لكنهما لم يتزوجا أبدًا. في أوائل عام 1948، التقى إيجيا ليسوني ، راقصة الباليه من ميلانو ، تصغره بعشرين عامًا ، والتي وصفها لاحقًا بأنها حب حياته. في الصيف ، انتقلت ليسوني للعيش معه. على الرغم من أن بعض التقارير ذكرت أن الزوجين تزوجا في عام 1949، ذكر البعض الآخر أنهما تبادلا الخواتم فقط. عاش لوتشيانو وليسونى معًا في منزل لوتشيانو في نابولي. استمر في العلاقات مع نساء أخريات ، مما أدى إلى العديد من الخلافات مع ليسوني التي ضربها جسديًا. في عام 1959، توفيت ليسوني بسرطان الثدي.